# Cipriano García Fernández
Cipriano García Fernández (ur. 23 grudnia 1931 w Santibáñez de Tera, zm. 13 sierpnia 2025 w Madrycie) – hiszpański duchowny rzymskokatolicki posługujący w Argentynie, w latach 1991–2007 prałat terytorialny Cafayate.

## Życiorys
Święcenia kapłańskie przyjął 15 lipca 1956. 28 maja 1991 został prekonizowany prałatem terytorialnym Cafayate. Sakrę biskupią otrzymał 11 sierpnia 1991. 26 stycznia 2007 przeszedł na emeryturę.
Zmarł 13 sierpnia 2025 w Hospital Carlos III w Madrycie w wieku 93 lat.